# Zamacra rjabovi
Zamacra rjabovi là một loài bướm đêm trong họ Geometridae.